# نيصص (كبادوكيا)

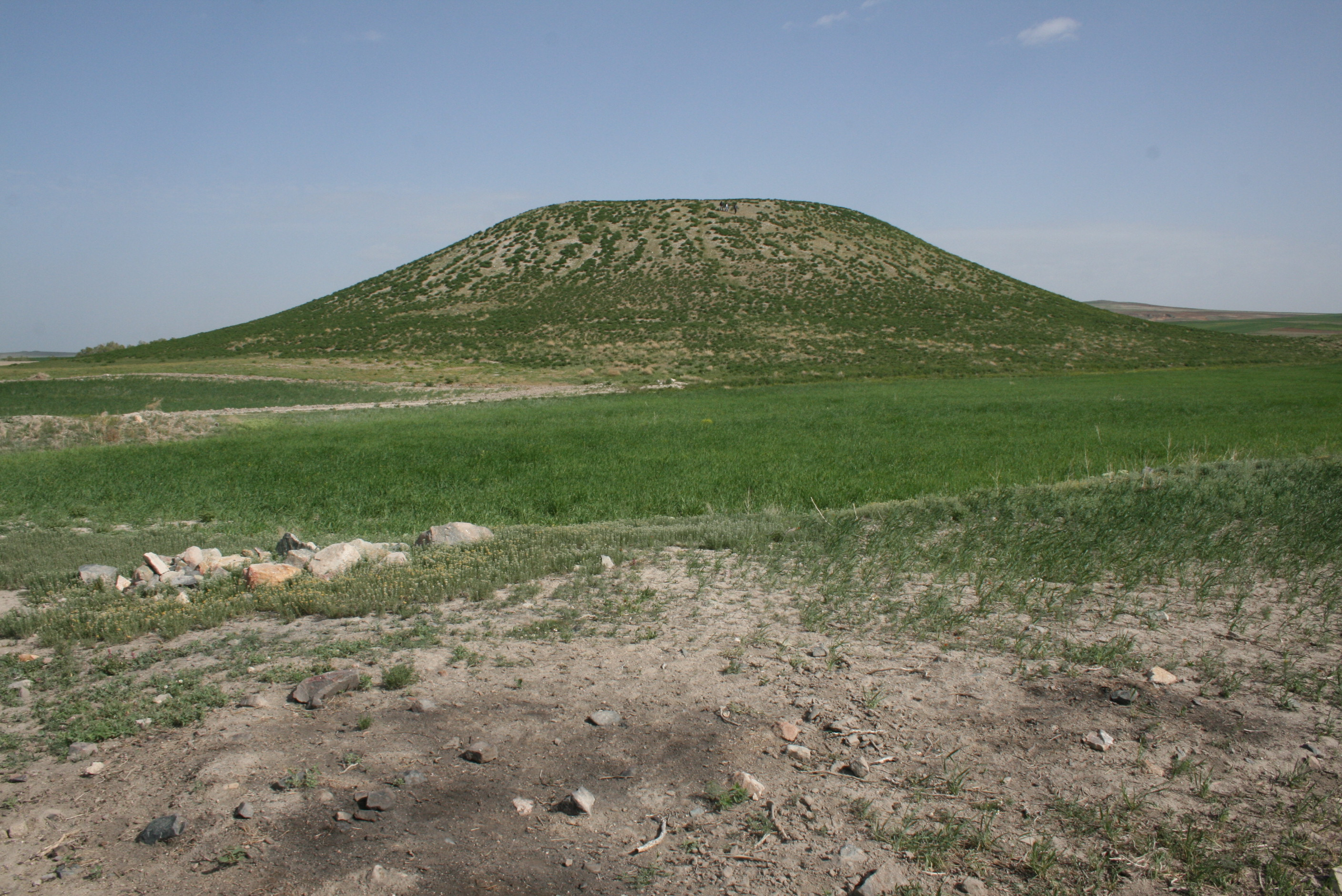

نيصص (بالإغريقية: Νύσσα)‏ كانت بلدة صغيرة وأبرشية في كبادوكيا في آسيا الصغرى. ترجع أهميتها في تاريخ المسيحية لكونها كرسي لأحد أهم أساقفة القرن الرابع الميلادي جريجوريوس أسقف نيصيص. حالياً يُستخدم الأسم ككرسي لقبي في الكنيسة الأرثوذكسية الشرقية والكنيسة الرومانية الكاثولوكية.